# Bering-landbroen
Bering-landbroen var en landforbindelse mellem Asien og Nordamerika. Man tror, at de første mennesker, der bosatte sig i Amerika, ankom denne vej. Da den var bredest, var landbroen omkring 1600 km bred og lå dér, hvor Beringstrædet er i dag, mellem nutidens Alaska og Sibirien.
Landbroen har eksisteret ved flere tilfælde i fortiden, senest fra ca. 30.000 f.kr. til ca. 9.500/9.000 f.kr., som følge af den væsentlig lavere vandstand i havene under istiden.
Vandstanden i verdenshavene er omtrent 125 meter højere i dag end for 21.000 år siden. Landbroen var dækket af græssteppe, hvor der levede flere dyrearter som mammut, uldhåret næsehorn, rensdyr og moskusokse.
Landbroen er opkaldt efter den danske opdagelsesrejsende Vitus Bering.